# ソフィア・アルビドソン
ソフィア・アルビドソン（Sofia Arvidsson, 1984年2月16日 - ）は、スウェーデン・ハルムスタッド出身の女子プロテニス選手。WTAツアーでシングルス2勝、ダブルス1勝を挙げた。自己最高ランキングはシングルス29位、ダブルス67位。身長176cm、体重69kg。右利き、バックハンド・ストロークは両手打ち。

## 来歴
8歳からテニスを始める。1999年にプロに転向する。4大大会では2004年全豪オープンで初出場。最高成績は2006年全豪オープンの3回戦進出である。

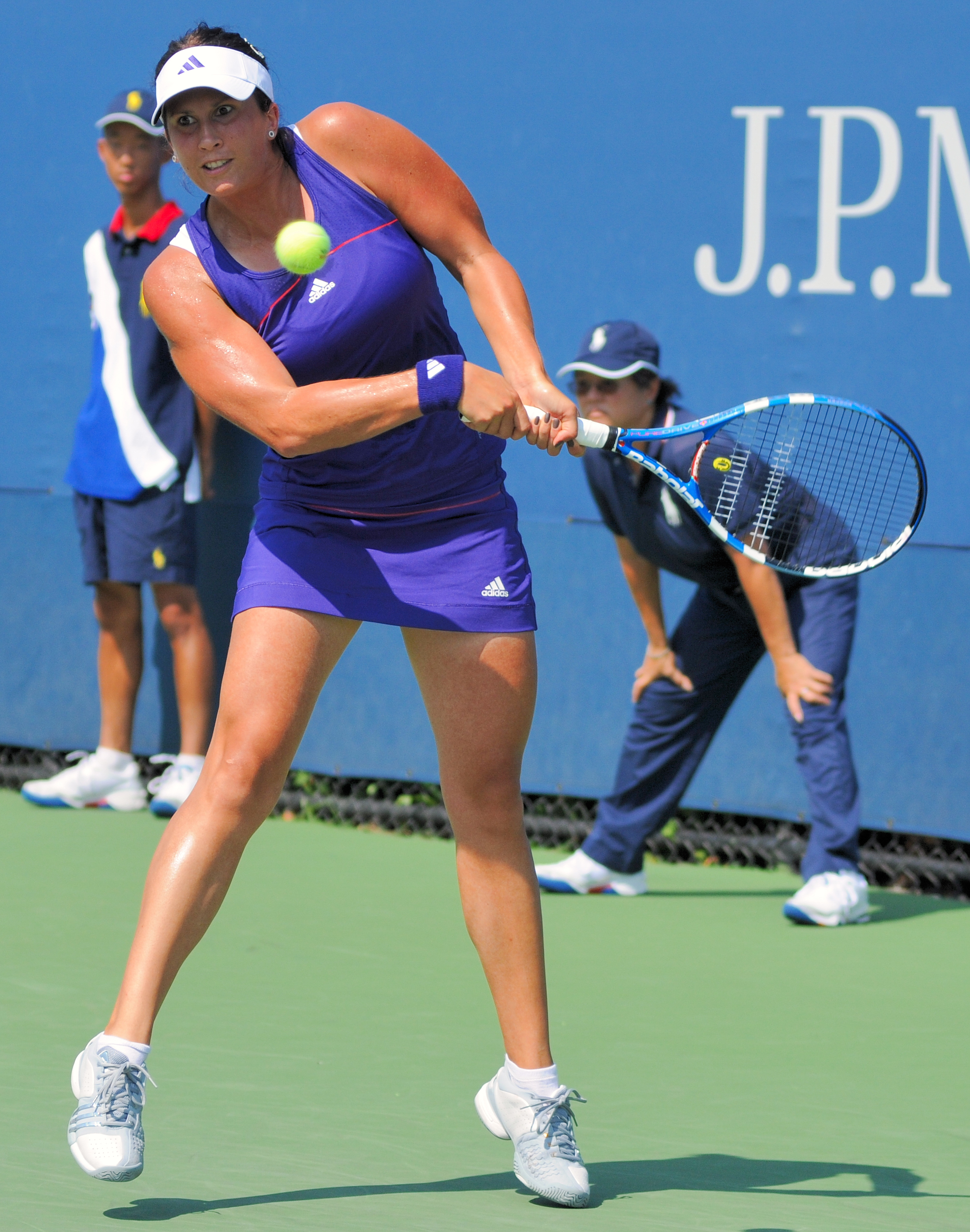
2010年全米オープンにて

2006年2月のメンフィス大会の決勝でマルタ・ドマホフスカを 6–2, 2–6, 6–3 で破りWTAツアー初優勝を果たした。6年後の2012年にもマリーナ・エラコビッチを 6–3, 6–4 で破り通算2勝を挙げた。アルビドソンはインドアハードコートを得意にし、シングルス4回、ダブルス3回の決勝は全て室内大会であった。
北京五輪とロンドン五輪の2大会でオリンピックに出場している。北京では1回戦でタイのタマリネ・タナスガーンを 6-2, 6-1 で破り初戦を突破し2回戦で金メダルを獲得したロシアのエレーナ・デメンチェワに 3-6, 4-6 で敗れた。ロンドンでは1回戦でロシアのベラ・ズボナレワ
に 6-7(5), 4-6 で敗れた。
アルビドソンはフェドカップスウェーデン代表として2000年から2014年まで15年連続で出場し、通算勝利数（50勝38敗）とシングルス通算勝利数（36勝26敗）でチーム歴代1位記録保持者になった。
2015年10月のアメリカ・ロックヒルのITF女子サーキット大会が最後の出場となり、2016年1月に現役引退を発表した。

## WTAツアー決勝進出結果

### シングルス: 4回 (2勝2敗)
| 大会グレード          | 大会グレード                 |
| 2008年以前            | 2009年以後                   |
| --------------------- | ---------------------------- |
| グランドスラム (0–0)  |                              |
| WTAファイナルズ (0–0) |                              |
| ティア I (0–0)        | プレミア・マンダトリー (0-0) |
| ティア I (0–0)        | プレミア5 (0-0)              |
| ティア II (0–0)       | プレミア (0–0)               |
| ティア III (1–1)      | インターナショナル (1–1)     |
| ティア IV ＆ V (0–0)  | インターナショナル (1–1)     |

| 結果   | No. | 決勝日        | 大会           | サーフェス    | 対戦相手               | スコア        |
| ------ | --- | ------------- | -------------- | ------------- | ---------------------- | ------------- |
| 準優勝 | 1.  | 2005年11月6日 | ケベックシティ | ハード (室内) | エミー・フレージャー   | 6–1, 7–5      |
| 優勝   | 1.  | 2006年2月5日  | メンフィス     | ハード (室内) | マルタ・ドマホフスカ   | 6–2, 2–6, 6–3 |
| 準優勝 | 2.  | 2010年6月20日 | メンフィス     | ハード (室内) | マリア・シャラポワ     | 6–2, 6–1      |
| 優勝   | 2.  | 2012年2月25日 | メンフィス     | ハード (室内) | マリーナ・エラコビッチ | 6–3, 6–4      |

### ダブルス: 3回 (1勝2敗)
| 結果   | No. | 決勝日        | 大会           | サーフェス    | パートナー           | 対戦相手                                                    | スコア           |
| ------ | --- | ------------- | -------------- | ------------- | -------------------- | ----------------------------------------------------------- | ---------------- |
| 優勝   | 1.  | 2010年9月19日 | ケベックシティ | ハード (室内) | ヨハンナ・ラーション | ベサニー・マテック＝サンズ バルボラ・ザフラボバ・ストリコバ | 6–1, 2–6, [10–6] |
| 準優勝 | 1.  | 2012年4月15日 | コペンハーゲン | ハード (室内) | カイア・カネピ       | クルム伊達公子 藤原里華                                     | 2–6, 6–4, [5–10] |
| 準優勝 | 2.  | 2013年2月23日 | メンフィス     | ハード (室内) | ヨハンナ・ラーション | クリスティナ・ムラデノビッチ ガリナ・ボスコボワ             | 6–7(5), 3–6      |

## 4大大会シングルス成績
略語の説明
| W | F | SF | QF | #R | RR | Q# | LQ | A | Z# | PO | G | S | B | NMS | P | NH |

W=優勝, F=準優勝, SF=ベスト4, QF=ベスト8, #R=#回戦敗退, RR=ラウンドロビン敗退, Q#=予選#回戦敗退, LQ=予選敗退, A=大会不参加, Z#=デビスカップ/BJKカップ地域ゾーン, PO=デビスカップ/BJKカッププレーオフ, G=オリンピック金メダル, S=オリンピック銀メダル, B=オリンピック銅メダル, NMS=マスターズシリーズから降格, P=開催延期, NH=開催なし.
| 大会           | 2002 | 2003 | 2004 | 2005 | 2006 | 2007 | 2008 | 2009 | 2010 | 2011 | 2012 | 2013 | 2014 | 通算成績 |
| -------------- | ---- | ---- | ---- | ---- | ---- | ---- | ---- | ---- | ---- | ---- | ---- | ---- | ---- | -------- |
| 全豪オープン   | A    | LQ   | 1R   | LQ   | 3R   | 1R   | 2R   | 1R   | 2R   | 1R   | 1R   | 1R   | LQ   | 4–9      |
| 全仏オープン   | A    | LQ   | LQ   | 2R   | 2R   | 1R   | 1R   | LQ   | 1R   | 1R   | 2R   | 1R   | LQ   | 3–8      |
| ウィンブルドン | A    | LQ   | LQ   | 2R   | 1R   | LQ   | 1R   | LQ   | 1R   | 1R   | 1R   | 1R   | LQ   | 1–6      |
| 全米オープン   | LQ   | LQ   | LQ   | LQ   | 2R   | 1R   | 2R   | LQ   | 2R   | 1R   | 2R   | 2R   | LQ   | 5–7      |